# Iolanda (cantante)
Iolanda Costa, nota semplicemente come Iolanda (Figueira da Foz, 4 novembre 1994), è una cantautrice portoghese.
Ha rappresentato il Portogallo all'Eurovision Song Contest 2024 con il brano Grito.

## Biografia
Nata a Figueira da Foz, si è trasferita da bambina a Pombal insieme alla famiglia. Fin dalla tenera età, ha manifestato una grande passione per la musica, e la sua vocazione non è passata inosservata ai suoi genitori, che l'hanno incoraggiata a studiare presso una scuola di musica a Pombal, e successivamente al conservatorio.
A 14 anni Iolanda ha partecipato alla prima edizione dello show televisivo Una canção para ti, trasmesso da TVI nel dicembre 2008, ma è stata eliminata nella seconda serata, non riuscendo così a raggiungere la finale. Nel 2012, a 17 anni, ha tentato nuovamente la fortuna in un programma televisivo, questa volta nella quinta stagione di Ídolos, su SIC, senza però riuscire ad accedere alla fase delle esibizioni dal vivo. Nello stesso anno, si è trasferita a Lisbona, dove ha frequentato la facoltà di scienze della comunicazione presso l'Università di Lisbona.
Nel 2014 si è esibita durante le Blind Auditions della seconda stagione di The Voice Portugal su RTP1, ma la sua interpretazione di Who You Are di Jessie J non è riuscita a impressionare nessuno dei quattro giudici. In seguito ha provato a esibirsi in bar e a partecipare a gare nazionali di talenti come trampolino di lancio, per poi trasferirsi a Londra, dove ha studiato composizione musicale al British and Irish Institute of Modern Music, presso l'Università del Sussex.
Nel 2022 ha debuttato al Festival da Canção, la selezione portoghese per l'Eurovision Song Contest, come co-autrice e co-compositrice del brano Mar no fim, eseguita da Blacci. Nel 2023 ha pubblicato il suo primo EP, Cura, scritto durante la pandemia di COVID-19.
Nel 2024 Iolanda è stata selezionata per gareggiare al Festival da Canção 2024 con la canzone Grito; il 24 febbraio si è qualificata per la finale, diventando la favorita nei sondaggi per la vittoria. Il 10 marzo l'artista ha confermato i pronostici, guadagnando il massimo dei punteggi dalla giuria e il secondo posto dal televoto, acquisendo il diritto di rappresentare il Portogallo all'Eurovision Song Contest 2024 a Malmö. Nella gara di maggio, Iolanda è riuscita a qualificarsi per la finale, terminando all'ottavo posto la prima semifinale. Nella serata conclusiva si è classificata al 10º posto con 152 punti.

## Discografia

### EP
- 2023 – Cura
- 2024 – Grito
- 2024 – Olhar p'ra baixo

### Singoli
Come artista principale
- 2022 – Cura
- 2022 – Lugar certo
- 2023 – Juro já nem paro
- 2024 – Grito
- 2024 – Calma

Come artista ospite
- 2015 – Crying Out (Darko feat. Iolanda)